# Oko diabła (film 1960)
Oko diabła (szw. Djävulens öga) – szwedzki komediodramat z 1960 roku w reżyserii Ingmara Bergmana. Scenariusz powstał na podstawie sztuki teatralnej Olufa Banga pt. Don Juan vender tillbage.

## Fabuła
Diabeł dostaje jęczmienia na oku, przyczyną jest niewinność córki pastora. Aby sobie pomóc, wysyła na Ziemię Don Juana. Jego celem jest skradzenie dziewictwa i wiary w miłość 20-letniej Britt-Marie. Jednak ona zdołała się mu oprzeć i to Don Juan się w niej zakochał. Plan Diabła spalił na panewce i Don Juan wrócił do piekła.

## Obsada
- Jarl Kulle jako Don Juan
- Bibi Andersson jako Britt-Marie
- Stig Järrel jako Szatan
- Nils Poppe jako Pastgor
- Gertrud Fridh jako Renata
- Sture Lagerwall jako Pablo
- Georg Funkquist jako Hrabia Armand de Rochefoucauld
- Gunnar Sjöberg jako Markiz Giuseppe Maria de Macopanza